# Строитель (Донецкая область)
Строитель (укр. Строїтель) — посёлок в Старобешевском районе Донецкой области Украины. Под контролем самопровозглашённой Донецкой Народной Республики.

## География

#### Соседние населённые пункты по странам света
С: Петренки, Клёновка
СЗ: Осыково
СВ: Мережки
З: Шевченко, Шмидта, Прохоровское, Новокатериновка
В: Обрезное
ЮЗ: Ленинское, Войково, Колоски
ЮВ: —
Ю:  Бурное

## Население
Население по переписи 2001 года составляло 402 человека.

## Общие сведения
Почтовый индекс — 87243. Телефонный код — 6253.

## Местный совет
87240, Донецкая область, Старобешевский р-н, с.Новокатериновка, ул.Ленина